# Volîțea, Teofipol
Volîțea (în ucraineană Волиця) este o comună în raionul Teofipol, regiunea Hmelnîțkîi, Ucraina, formată numai din satul de reședință.

## Demografie
Componența lingvistică a comunei Volîțea
     Ucraineană (99,16%)
     Alte limbi (0,48%)
Conform recensământului din 2001, majoritatea populației comunei Volîțea era vorbitoare de ucraineană (99,16%), existând în minoritate și vorbitori de alte limbi.